# Romuald I (arcybiskup Benewentu)
Romuald (zm. 1 kwietnia 1136) – włoski kardynał i arcybiskup Salerno.

## Życiorys
Pochodził z Salerno ze szlacheckiej rodziny i ok. 1112 został mianowany kardynałem diakonem S. Maria in Via Lata. W 1114 działał jako legat papieski w Benewencie. Podpisywał bulle papieskie między 2 stycznia 1113 a 17 kwietnia 1121. 15 września 1121 papież Kalikst II konsekrował go na arcybiskupa Salerno. Jako arcybiskup uczestniczył w Soborze Laterańskim w 1123 roku. Po roku 1130 popierał antypapieża Anakleta II.
Arcybiskup ten nie powinien być mylony z kronikarzem Romualdem Guarna, który także był arcybiskupem Salerno w XII wieku.